# 沙尔特赖
沙尔特赖（法語：Chaltrait，法語發音：[ʃaltʁɛ]）是法国马恩省的一个市镇，位于该省西部，属于埃佩尔奈区。

## 地理
沙尔特赖（48°55'48"N, 3°53'47"E）面积6.69 平方千米，位于法国大東部大區马恩省，该省份为法国东北部内陆省份，北起阿登省，西北接埃纳省，西南接塞纳-马恩省，南至奥布省，东南接上马恩省，东临默兹省。
与沙尔特赖接壤的市镇（或旧市镇、城区）包括：莫兰、蒙莫尔-吕西、维莱欧布瓦、布朗科托。

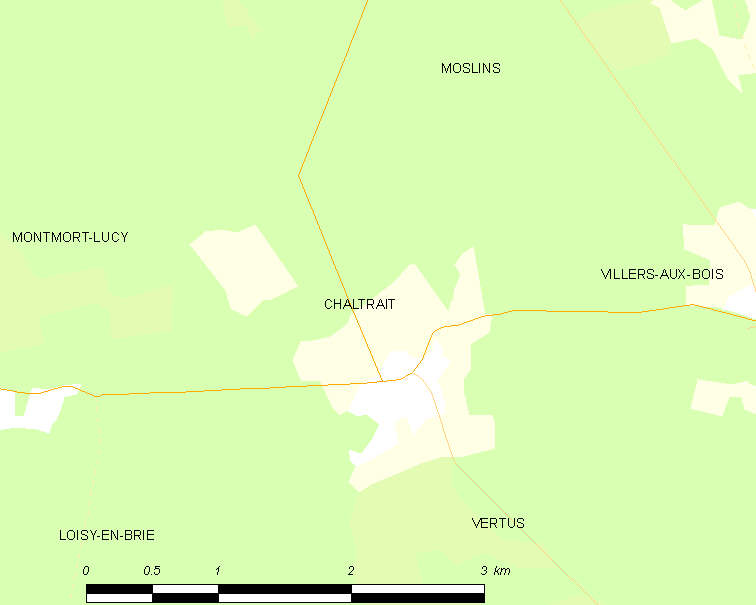
沙尔特赖的OSM定位图

沙尔特赖的时区为UTC+01:00、UTC+02:00（夏令时）。

## 行政
沙尔特赖的邮政编码为51130，INSEE市镇编码为51110。

## 政治
沙尔特赖所属的省级选区为韦尔蒂-香槟平原县。

## 人口

1962-2008年间沙尔特赖人口变化图示

沙尔特赖于2022年1月1日时的人口数量为60人。